# 塩化テクネチウム(IV)
塩化テクネチウム(IV)(Technetium(IV) chloride)は、化学式TcCl4の無機化合物である。1957年にテクネチウムの最初の二元ハロゲン化物として発見された。また、これまで固体として単離されたテクネチウムの二元塩化物のうち、最も高い酸化状態を持つ。温度が上がると揮発し、この揮発性を利用して、テクネチウムを他の金属塩化物から分離できる。塩化テクネチウム(IV)のコロイド溶液は、ガンマ線に曝露すると、酸化してTc（VII)イオンを形成する。
塩素分子と金属テクネチウムを300℃から500℃で反応させることで合成できる。
Tc + 2 Cl2 → TcCl4
また、密閉容器中、酸化テクネチウム(VII)と四塩化炭素を高温で反応させることでも合成できる。
Tc2O7 + 7 CCl4 → 2 TcCl4 + 7 COCl2 + 3 Cl2
真空下、450℃で、塩化テクネチウム(III)と塩化テクネチウム(II)に分解する。
X線結晶構造解析により、この化合物は、内部結合するTcCl6八面体からなる無機重合体であることが示された。